# Pygmalion et Galathée
Pygmalion et Galathée és un curtmetratge mut de trucs de francès de Georges Méliès del 1898, basat en l'antic mite de Pigmalió.

## Argument
Pigmalió, completant la seva estàtua de Galatea, n'està bojament enamorat. Per a la seva alegria, Galatea cobra vida. Quan ell intenta abraçar-la, però, ella canvia de lloc com a màgia; aleshores les seves meitats superior i inferior es separen, provocant la confusió de Pigmalió. Les meitats de Galatea es tornen a unir de nou, però just quan per fi està a punt de besar-la, ella torna al seu pedestal i torna a ser una estàtua.

## Producció
El mite de Pigmalió feia temps que era popular entre els il·lusionistes teatrals. Pygmalion et Galathée va ser la primera adaptació cinematogràfica de la història; molts altres el van seguir a l'era del cinema mut i més enllà. Méliès i Jehanne d'Alcy van interpretar els papers de Pigmalió i Galatea a la pel·lícula.
S'han enfatitzat es idees del mite retornat en pel·lícules posteriors de Méliès, entre elles La Chrysalide et le Papillon d'or (1901), en què es subratlla el poder i la llibertat d'elecció de la dona, i que Jennifer Forrest va resumir com "un escenari de Pigmalió i Galatea equivocat"; La Statue animée (1903), en què un mag entremaliat crea una Galatea igualment entremaliada per desconcertar un instructora de dibuix; i Le Parapluie fantastique (1903), en què un Méliès semblant a Pigmalió evoca dones davant d'un cartell amb l'etiqueta "Galathea Theater".

## Estrena i supervivència
La pel·lícula va ser estrenada per la Star Film Company de Méliès i compta amb el número 156 als seus catàlegs. Es va suposar perduda fins al 1993, quan es va trobar una estampa en un àtic a Barcelona.

## Recepció
François de la Bretèque va descriure la pel·lícula com "una metàfora sobre el creador d'imatges, és a dir, el cineasta: aquell que intenta donar vida als simulacres engendrats per la seva imaginació". Allison de Fren va destacar el drama implícit entre l'artista a la pantalla (interpretat per Méliès) que intenta crear una obra d'art permanent i el cineasta fora de la pantalla (també Méliès) jugant-li trucs de màgia: "Fins i tot Pigmalió, aquella rara ànima la trobada de la qual acaba feliçment amb una estàtua viva, es troba en la reinterpretació de Méliès enfrontada a una Galatea que es nega a ser continguda."
Gaby Wood va anomenar Pygmalion et Galathée "una metàfora perfecta de la màgia del cinema en moviment. Tot el que estava embolicat en els inicis del mitjà és allà: els desitjos, les pors, les supersticions, el poder i el la bogeria histèrica dels seus primers passos irregulars."